# Hiroto Goya
Hiroto Goya (呉屋 大翔 Goya Hiroto?), född 2 januari 1994 i Hyōgo prefektur, är en japansk fotbollsspelare.
Goya började sin karriär 2016 i Gamba Osaka. 2018 blev han utlånad till Tokushima Vortis. 2019 flyttade han till V-Varen Nagasaki.